# Jörgen Weibull
Ej att förväxla med nationalekonomen Jörgen Weibull (född 1948).
Hans Jörgen Weibull, född 25 april 1924 i Lund, död 8 september 1998 i Göteborg, var en svensk historiker och folkpartistisk politiker.

## Biografi
Jörgen Weibull var son till Curt Weibull och Mary Weibull, född Fahlbeck. Familjen flyttade till Göteborg då Jörgen Weibull var tre år, då hans far 1927 fått en professorstjänst där. Han växte upp i Göteborg tillsammans med sina två syskon Christer och Eskil, där han påverkades av Torgny Segerstedts liberalism; han var medlem av Folkpartiet och ingick en tid i dess partistyrelse. Han var även riksdagsersättare för Kerstin Ekman från Göteborgs kommuns valkrets en kortare period 1988.
Weibull studerade vid Lunds universitet under professor Sture Bolin, avlade 1951 filosofie licentiatexamen med avhandlingen Tionden i Skåne under senare delen av 1600-talet och verkade i den lundensiska traditionen, som för övrigt skapats av hans farbror Lauritz Weibull. Han koncentrerade sina studier kring Skånes och Nordens historia. År 1957 doktorerade Weibull med avhandlingen Karl Johan och Norge 1810–1814: Unionsplanerna och deras förverkligande; även senare skulle han återkomma till frågan om det svenska kungahusets roll i unionsupplösningen, då han fem år därefter gav ut en studie om unionens slutskede Inför unionsupplösningen: Konsulatsfrågan. Doktorsavhandlingen gav honom en docentur vid Lunds universitet 1957.
Under 1960-talet vistades Weibull i USA, där han blev inspirerad av det svensk-amerikanska inflytandet i den amerikanska politiken.
År 1967 utsågs Weibull till professor i modern historia vid Aarhus universitet, 1973 till rektor under en kort tid för Aalborg Universitetscenter, och 1977 efterträdde han Erik Lönnroth då han övertog den professur i Göteborg hans far tidigare innehaft.
Han var ledamot av Samfundet för utgivande av handskrifter rörande Skandinaviens historia och Vetenskaps- och Vitterhets-Samhället i Göteborg samt korresponderande ledamoter av Örlogsmannasällskapet.
Weibull var en historiker i den moderna skolan, som tidigt förstod att utnyttja de nya medierna för att nå ut med sin forskning. Han framträdde, bland annat, i tv-programmet Fråga Lund och skrev populärvetenskapliga skrifter som Bernadotterna på Sveriges tron. Han var även verksam som ledare i utgrävningen av ostindiefararen Götheborg.
Jörgen Weibull gifte sig 1948 med Gunilla Lundström, dotter till disponent Atle Lundström och Augusta Lundström, född Roth.